# Traktor Tom
Traktor Tom je britanska animirana TV serija koja se prikazivala u UK-u i nizu država. Ima 2 sezone, svaka ima 26 epizoda po 11 minuta.
Mjesto radnje odvija se na farmi zvanoj Springhill, gdje se traktor zvan Tom zabavlja sa svojim prijateljima, drugim prijevoznim sredstvima, ljudima i životinjama.

## Likovi
- Tom
- Fi
- Matt
- Rev
- Purdey (u sinkronizaciji pogrešno nazvana Prudey)
- Buzz
- Wheezy
  - Roly
- Riff
- Winnie
- Snicker
- Wack (u sinkronizaciji nazvan Kvak)
- Bach (u sinkronizaciji nazvan Kvik)
- Mo
- Kokoši
- Ovce
- Rora
- Dusty

## Karakterizacija likova

### Prijevozna sredstva
- Tom: Brižni crveni traktor koji je optimističan i uvijek pokušava riješiti probleme njegovih prijatelja. Nekad se boji u mraku.

- Wheezy: Farmin spori, stari i veliki žuti kombajn koji uživa pričati priče u prvoj sezoni i voli biti u staji, koja je, tako rekući, dom svim prijevoznim sredstvima.
  - Roly: On je plavi kombajn farmera Allsopa i Wheezyjev najbolji prijatelj. Prvi put se pojavljuje u epizodi "Gdje je Wheezy?" kada ga je Fi posudila za žetvu, ali se njegovo ime tu ne spominje. Ime tek dobija u epizodi "Dva kombajna". U toj epizodi, on se upoznaje sa Wheezyjem, ali kad ostane bez goriva u utrci za dokaz tko je bolji, Tom miri njega i Wheezyja i tako su Wheezy i Roly postali prijatelji i oželi pšenicu zajedno.

- Buzz: Mladi i neiskusni plavi i žuti motor koji za sebe kaže da je premal. Voli se uvaliti u neprilike sa Snickerom u prvoj sezoni, ali je također Tomov najbolji prijatelj.

- Rev: Veliki ljubičasti kamionet koji pripada Mattu, a najviše voli pobjeđivati, pogotovo u utrkama. Nije zločinac, ali se nekad tako ponaša. Dobar je Tomov prijatelj.

- Rora: Upoznajemo je na početku druge sezone kao ružićasti motor koji je zamijenio Buzza na mjestu Fiinog vozača. Vrlo je energična i dobra prijateljica od Dusty i ima male svađice s Revom.

- Dusty: Upoznajemo je u drugoj sezoni kao žuti i narančasti helikopter. Nije jedna od običnih prijevoznih sredstava jer jedina leti, ali je energična i prijateljski nastrojena.

### Ljudi
- Fi: Vlasnica Proljetne farme, nosi ružičastu majicu i kapu, i plave traperice sa žutim cvjetićem na dnu, i ima plavu kosu. Potreban joj je samo jedan zaposlenik, a to je Matt, zato što posjeduje veoma malu farmu.

- Matt: Uz Fi, vlasnik Proljetne farme.